# Boris Kamorzine
Boris Kamorzine (Борис Борисович Каморзин), né le 10 novembre 1966 à Briansk (Union soviétique, actuellement en Russie) , est un acteur soviétique puis russe qui a reçu le Nika du meilleur second rôle masculin pour son rôle dans le film Le Moine et le Démon.

## Filmographie

### Au cinéma
- 1998 : Ne poslat li nam... gontsa?
- 2002 : Antikiller (Antikiller) : Lakirovshchik
- 2002 : Oligarkh : Prokuror
- 2004 : Dolgoe proshchanie : Nikolai Smolyanov, playwriter
- 2005 : Fart : Bullet
- 2009 : Conte de l'obscurité (Skazka pro temnotu) : Dimych
- 2009 : Black Sheep (Chornyy baran) : Municipal Administrator
- 2010 : My Joy (Schaste moe) : Truck driver
- 2011 : Gromozeka : Gromov
- 2011 : Deux jours (Dva dnya)
- 2012 : The Spy (Shpion) : Lyalin
- 2012 : Dans la brume (V tumane) : First policeman
- 2013 : Angliyskiy russkiy : Yuri Petrovich
- 2013 : Rol : Grigori
- 2014 : Na dne : Kostyliov
- 2014 : Sex, Coffee, Cigarettes (Sex, kofe, sigarety ): Stanislav (segment Diane)
- 2015 : Fin d'une magnifique époque (Konets prekrasnoy epokhi) : Genrikh Frantsevich Turonok
- 2016 : Je suis un professeur (Я - учитель) : Shliakin
- 2016 : Le Moine et le Démon (Monakh i bes)
- 2016 : Le Brise-glace (Ледокол, Ledokol) de Nikolay Khomeriki : Belyaev
- 2017 : Une femme douce (A Gentle Creature)
- 2018 : Donbass (Донбас) de Sergei Loznitsa : Mikhalych
- 2004 : Un long adieu (Долгое прощание) de Sergueï Oursouliak : Nikolaï

### À la télévision
- 2013 : Piotr Lechtchenko (Пётр Лещенко. Всё, что было…) de Vladimir Kott : colonel
- 2014 : Les Démons (Бесы) de Vladimir Khotinenko : Lebiadkine

## Récompenses et distinctions
- Prix du Meilleur rôle masculin au Festival du cinéma russe à Honfleur en 2011 pour Gromozeka (ru), de Vladimir Kott (ru)
- 30e cérémonie des Nika : Nika du meilleur acteur dans un second rôle pour Le Moine et le Démon.